# 典躍舞團

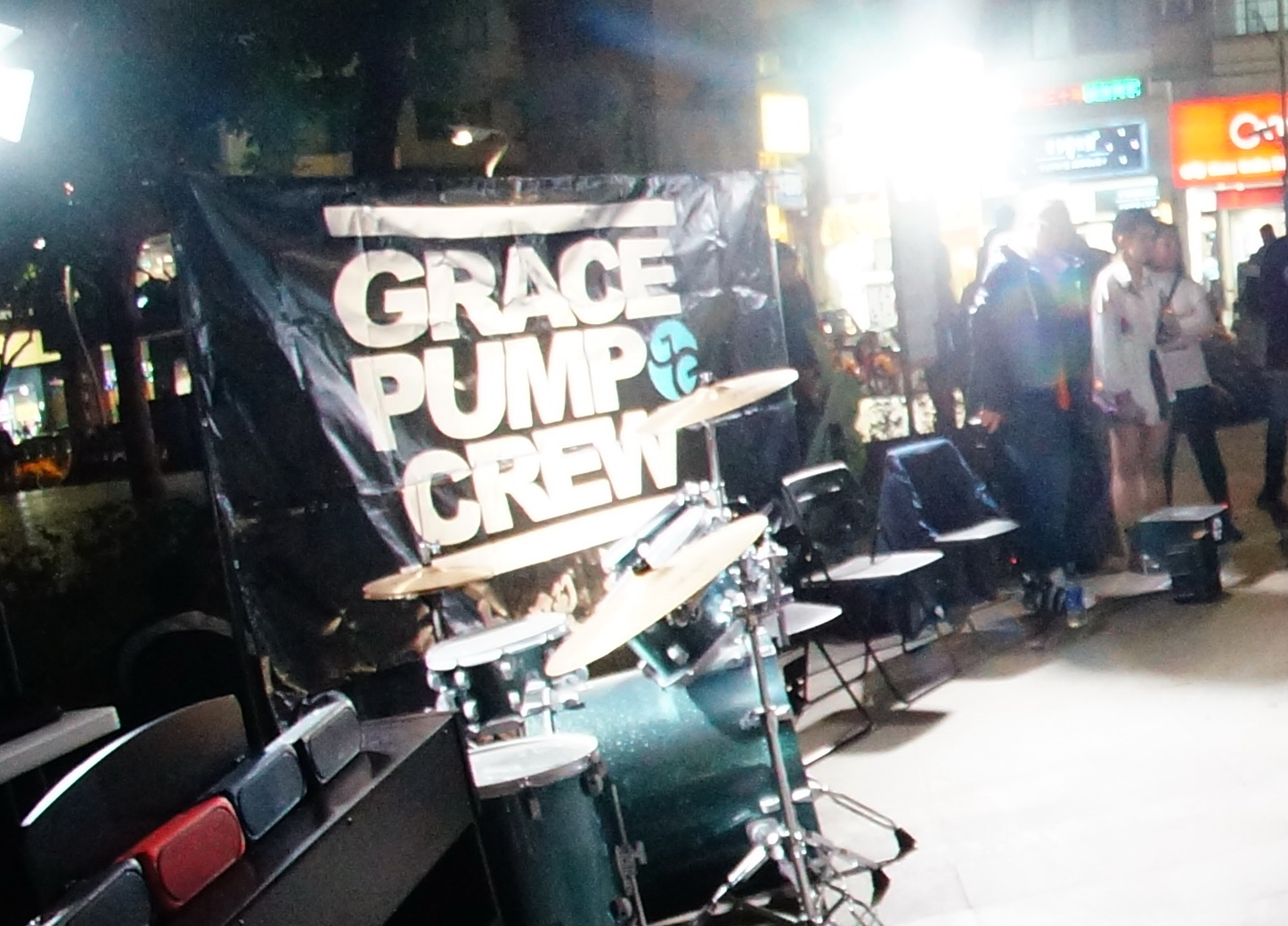
典躍舞團帆布

典躍舞團（英文：Grace Pump Crew），是中華民國一街舞蹈表演團體，由團長簡孟軒2010年創立於台中，近年活動已成為基督教性質舞蹈組織。
舞團名稱Grace Pump Crew 典躍(Diǎn yuè)，意為「為恩典跳躍」。 舞團主要業務除劇場演出、舞蹈教學以及商演外，亦投入偏鄉公益街舞營隊。

## 作品
- 2014 - 《Running》，首演於台中一中育樂館。由曾任雲門舞集舞者的藝術指導林俊宏編舞創作，結合街舞與現代舞，為典躍舞團由街頭進軍劇場之作。[5]2017年《Running》再次於全台巡迴演出。[6]

## 政治參與
由於團長簡孟軒為信心希望聯盟推舉之立委候選人，並且為下一代幸福聯盟青年代表，舞團於選舉當中多次為團長及信望盟站台演出。

## 外部連結
- 典躍舞團
- 典躍舞團的Facebook專頁